# ريكو تاكاغي
ريكو تاكاغي (高木礼子 تاكاغي ريكو) هي مؤدية أصوات يابانية ولدت في 26 نوفمبر 1973 في محافظة أوساكا.

## أدوارها في الأنمي

### مسلسلات أنمي تلفزيونية
- لوست يونيفرس - كاين بلولريفر (أيام الطفولة)
- إلفن ليد - تومو
- لاف هينا - كاولا سو
- إينوياشا - ميزوكي
- شوجو كارا! - تاداسي هوتوري
- شوجو كارا!! دوكي - تاداسي هوتوري
- شوجو كارا بارتي! - تاداسي هوتوري
- بليتش - هيوري ساروغاكي، شوتا تويوكاوا، روريتشيو كاسوميوجي
- هيكارو نو غو - يوشيتاكا وايا
- فانتوم: ريكوييم فور ذا فانتوم - دوك ستون
- صاحب التعاويذ الأزرق - ريوجي سوغورو (أيام الطفولة)
- مغامرة جوجو الغريبة: ستارداست كروسيدرز - هولي كوجو
- إيس أتورني - لوتا هارت
- سورا نو مانيماني - ماساشي إيدوغاوا

### أوفا أنمي
- لاف هينا Again - كاولا سو

## أدوارها في ألعاب الفيديو
- سلسلة ألعاب سول كاليبر - كاساندرا، ألكساندرا

## وصلات خارجية
- ريكو تاكاغي على موقع IMDb (الإنجليزية)
- ريكو تاكاغي على موقع ميوزك برينز (الإنجليزية)
- ريكو تاكاغي على موقع قاعدة بيانات الفيلم (الإنجليزية)
- ريكو تاكاغي على موقع ANN person (الإنجليزية)